# 仲尾あづさ
仲尾 あづさ（なかお あづさ、1972年7月7日 - ）は、日本の舞台女優、声優。フリー。神奈川県厚木市出身。

## 経歴
代々木アニメーション学院声優科卒業。
劇団フリーアトム、アークプロダクションを経て、1998年、扉座研究所入学後、1999年、劇団扉座入団。その後コンビネーションを経て2012年4月よりフリーになる。
1992年11月、劇団フリーアトム準備公演の『希望の家』で初舞台。扉座としての初舞台は『三好家の引越し』。
『赤ずきんチャチャ』のカッパ役で声優デビュー。

## 人物
スポーツはバレーボール、バトン。好きな事は夜中の散歩　キャンプ　メイクされる事。
特技は照明操作。
資格は普通自動車免許。

## 出演
太字はメインキャラクター。

### 舞台
劇団フリーアトム
- 準備公演「希望の家」渋谷エピキュラス（1992年11月）

他多数
扉座
- 三好家の引越し
- ホテルカリフォルニア
- いとしの儚
- まほうつかいのでし
- 愚者のは見えないラ・マンチャの王様の裸
- フォーティンブラス
- TSUTOMU
- そらにさからふもの
- 新羅生門
- 無邪鬼
- いちご畑よ永遠に
- アゲイン
- 曲がり角の悲劇
- 新浄瑠璃　百鬼丸
- アトムへの伝言

### テレビアニメ
1994年
- 赤ずきんチャチャ（カッパⓐ）

1995年
- それいけ!アンパンマン（1995年 - 2019年、マスカット姫〈3代目〉、あんずちゃん、たまご姫〈初代〉、ゆきんこゆきちゃん〈初代〉、こゆきちゃん〈2代目〉 他）
- ナースエンジェルりりかSOS（風見安奈）

1996年
- こどものおもちゃ（三屋先生、来海麻子、鈴木まみ 他）
- 水色時代（美容師、数学教師、北野の母 他）
- るろうに剣心 -明治剣客浪漫譚-（霞）

1997年
- ケロケロちゃいむ（メルル）

1998年
- おじゃる丸（1998年 - 、うすいさちよ、うすいさちよどころ 他）

1999年
- 今、そこにいる僕（1999年 - 2000年、サラ）
- ビックリマン2000（糖衣嬢）
- メダロット（カラスミ）
- モンスターファーム〜円盤石の秘密〜（イブ）

2000年
- 風まかせ月影蘭（メイ）

2001年
- チャンス〜トライアングルセッション〜（アヤ）
- Dr.リンにきいてみて!（秋月マチコ）
- フルーツバスケット（紅葉の母）

2002年
- こちら葛飾区亀有公園前派出所（夕子、折原美樹）
- ホイッスル!（風祭礼子）

2004年
- ジパング（照子）

2005年
- 蟲師（祭主の妻）
- 雪の女王 〜THE SNOW QUEEN〜（リーネ）

2006年
- 人造昆虫カブトボーグ V×V（2006年 - 2007年、勝治の母）

2013年
- HUNTER×HUNTER（第2作）（ザザン）

### 劇場アニメ
- それいけ!アンパンマン アンパンマンとおかしな仲間（1998年、シュークリームマン）

### OVA
- ブラック・ジャック（1998年、カレン・アラビス）
- るろうに剣心 -明治剣客浪漫譚- 追憶編（1999年、霞）

### ゲーム
- おやじハンターマージャン（1995年、美少女ライダー）
- スタースイープ（1997年、Dr.J）
- 快速天使（1998年、メイド、女戦士、シスター）